# Deinanthe
Deinanthe é um género botânico pertencente à família Hydrangeaceae.